# مقاطعة غاليكش
مقاطعة غاليكش (بالفارسية: شهرستان گالیکش) هي إحدى مقاطعات محافظة غلستان في إيران. عاصمة المقاطعة هي غاليكش. حسب تعداد 2006، بلغ عدد السكان 57,404 نسمة.